# El Porvenir (centrala Coyuca de Benítez kommun)
El Porvenir är en ort i Mexiko.   Den ligger i kommunen Coyuca de Benítez och delstaten Guerrero, i den södra delen av landet, 280 km söder om huvudstaden Mexico City. El Porvenir ligger 203 meter över havet och antalet invånare är 145.
Terrängen runt El Porvenir är huvudsakligen kuperad, men åt nordost är den bergig. Runt El Porvenir är det ganska glesbefolkat, med 25 invånare per kvadratkilometer. Närmaste större samhälle är Coyuca de Benítez, 8,2 km söder om El Porvenir. I omgivningarna runt El Porvenir växer i huvudsak lövfällande lövskog.